# 轟天綁架大富豪
《轟天绑架大富豪》是一部於1999年香港上映警匪片，由马天耀执导。男、女主角分別為呂良偉及葉童。

## 剧情简介
故事講述在1991至1998年間，香港出現一夥智力高超的犯罪集團，其首領戴富強（呂良偉 飾），熟讀法律書籍，專門策劃大型犯罪活動。先後打劫多間金行及解款車，尤以1991年機場貨運站1.7億大劫案最為轟動；1996至1997年間，由於香港頭號通緝犯陳星（于榮光 飾）加盟，他開始策劃綁架兩名香港首富。

## 角色
| 演員   | 角色          | 備註                                     | 粵語配音 |
| 呂良偉 | 戴富强        | 綽號「大富豪」，原型张子强               | 呂良偉   |
| 葉童   |               | 戴富强妻子                               | 葉童     |
| 于榮光 | 陳星          | 綽號「啞狗」，香港頭號通緝犯，原型葉繼歡 | 張炳強   |
| 林國斌 | 陳七 (高佬七) | 陳星手下                                 | 陳欣     |
| 雷宇揚 | 狐狸          | 戴富强手下                               | 雷宇揚   |
| 田啟文 | 雞雄          | 囚犯                                     | 田啟文   |
| 張耀揚 | 陳聰          | 陳星之弟                                 | 張耀揚   |
| 鄭祖   |               | 典獄長                                   | 古明華   |
| 黃雄   | 飯焦雄        |                                          | 羅偉傑   |
| 張東琳 | 琳琳          |                                          |          |
| 施依蓮 |               | 李友誠私人助理                           |          |
| 江富強 | 威哥          |                                          |          |
| 張旭燊 |               | 警察                                     | 陳欣     |

## 外部連結
- 豆瓣电影上《轟天綁架大富豪》的資料 （简体中文）
- 时光网上《轟天綁架大富豪》的資料（简体中文）
- 爛番茄上《轟天綁架大富豪》的資料（英文）
- 香港影庫上《轟天綁架大富豪》的資料（繁體中文）
- 互联网电影数据库（IMDb）上《轟天綁架大富豪》的资料（英文）